# IEEE 802.9
IEEE 802.9 je pracovní skupina IEEE 802, která vytvořila standard pro integrování hlasu a dat přes kroucenou dvojlinku kategorie 3. Standard je běžně znám také jako isoEthernet.
IsoEthernet kombinuje 10 Mbit/s Ethernet a 96 64 kbit/s ISDN typu „B“. Původně byl vyvinut pro přenos dat a audia/videa přes jeden společný kabel bez jeho degradace a stanovení šířky pásma pro Ethernet a kanálu „B“.
Zpočátku byla snaha o podporu ze strany prodejců, nicméně brzy tuto technologii překonal Fast Ethernet a pracovní skupina byla rozpuštěna.